# Yablo-paradoxon
A Yablo-paradoxon (vagy más néven: ω-hazug, angolul: ω-liar) az ősi, közismert hazugparadoxon egy variánsa.
Steve Yablo kanadai származású amerikai filozófus dolgozta ki a hazugparadoxon olyan módosítását, amely elkerüli az önreferenciát – egyben bármiféle referenciális kör lehetőségét –, ami mindaddig szükséges feltételeként volt elkönyvelve minden logikai és szemantikai paradoxonnak.
Az ω-hazug legegyszerűbb esete a következő kijelentésekből álló végtelen sorozat:
1. A következő mondatok mindegyike hamis.
2. A következő mondatok mindegyike hamis.
3. A következő mondatok mindegyike hamis.

…

## Hogyan áll elő a körmentes paradoxon?
A levezetés egyszerűsítése kedvéért formalizáljuk a végtelen mondathalmazt (egy T igazságpredikátum bevezetésével):
{\displaystyle {\begin{cases}S_{1}\colon \ \forall k\ k>1\ \thicksim T(S_{k})\\S_{2}\colon \ \forall k\ k>2\ \thicksim T(S_{k})\\\vdots \\\end{cases}}},
vagyis általánosan {\displaystyle S_{n}\colon \ \forall k\ k>n\ \thicksim T(S_{k})}, ahol {\displaystyle n\in \mathbb {N} }.
Feltételezzük a sorozat egy tetszőleges Sn elemének igaz voltát. Egy mondat akkor igaz, ha a valóságban fennáll a benne állított tény (ld. Tarski-séma). Ez ebben az esetben azt jelenti, hogy minden n-nél nagyobb k-ra az Sk állítás hamis, következésképp Sn+1 hamis. Másfelől minden n+1-nél nagyobb k-ra is hamis Sk – ami viszont pontosan az a tényállás, amit sn+1 állít. Ebből következik – a T-séma bijektív mivolta miatt –, hogy Sn+1 igaz. Ellentmondáshoz jutottunk, tehát a kiindulási feltétel nem teljesülhet.
Ezek szerint Sn hamis minden n-re (mivel előző feltevésünkben n tetszőleges volt). Így viszont a sorozat minden elemének igazságfeltétele kielégül, tehát Sn igaz minden n-re. Ez pedig ellentmondás. Tehát a mondathalmaz valóban egy paradoxon.

## A Yablo-paradoxon jelentősége
Azt a széles körben elterjedt nézetet, miszerint minden logikai és/vagy halmazelméleti paradoxonban centrális szerepet játszik valamiféle önreferencia vagy körkörösség, leglátványosabban a Yablo-paradoxon cáfolja. 
Yablo előtt sem volt kétséges, hogy az önreferencia nem elégséges feltétele a paradoxonoknak. Ehhez elég volt felmutatni egy olyan önreferens mondatot vagy egymásra referáló mondathalmazt, amiben nincs ellentmondás. Ilyenek például 
Ez a mondat hat szóból áll. 
vagy 
1. A következő mondat az előtte levőre referál.
2. Az előző mondat a utána levőre referál.
Ezekben az esetekben azért nincs ellentmondás, mert a mondatok igazságfeltételei meghatározhatók anélkül, hogy ehhez eleve figyelembe kéne venni igazságértéküket.
Tehát az, hogy magában a referenciális kör nem eredményez feltétlenül paradoxont, egyértelműen látszik. Yablo viszont rámutatott arra, hogy a körkörösség nem is szükséges feltétele egy paradoxon előállásának.
A természetes számoknak megfeleltetett végtelen mondatsorozat mindegyik eleme az utána következő mindegyik elemre referál. Így – például az első Peano-posztulátum miatt – biztosítva van a körmenetesség. Ha tehát igaz lenne az a (részben Russell és Tarski kutatásai nyomán elterjedt) nézet, hogy minden paradoxonban valamilyen központi szerepet játszik a körkörösség, akkor a fenti mondathalmaznak ellentmondásmentesnek kéne lennie. Viszont nem az, hiszen fentebb láttuk paradox jellegét.
Kimutatható, hogy Yablo paradoxona némi módosítással előáll Tarski metanyelvi struktúrájában is. Tarski erőfeszítése tehát sikeres volt abban, hogy elméletével feloldja az egyszerű hazugparadoxont (ami egy nyelven belül lehetetlen módon próbálja saját igazságfogalmát megadni), ellenben nem tudta kizárni a paradoxonokat általában.
Yablo paradoxona után másfelé kell keresni a paradoxonok közös okát és mibenlétét, ha egyáltalán van közös alapjuk.

## A paradoxon kivédési lehetőségei és az azokra adott válaszok

### Tényleg nincs körkörösség a Yablo paradoxonban?
Graham Priest angol filozófus veti fel, hogy bár látszatra nincs körben forgás a Yablo-mondatokban, valójában mindegyik ugyanaz az S mondat, így a teljes rendszer mindössze annyit állít, hogy „S nem igaz”. Ez egy önreferens állítás, maga a hazugparadoxon. 
Elfogadható, hogy mindegyik mondat ugyanolyan szerkezetű, hiszen mindegyik az ő összes rákövetkezőjére referál. Ez a sajátosság azonban nem szükséges a Yablo-paradoxon előállításához. Differenciálhatjuk például a mondatokat úgy, hogy mindegyikbe beiktatunk véges sok kivételt, amikre a mondat nem referál, például így: 
Tetszőleges {\displaystyle n\in \mathbb {N} }-re az n. mondat {\displaystyle S_{n}\colon \ \forall k\ k>n,k\neq 2n\ \thicksim T(S_{k})}. 
De differenciálhatjuk a mondatokat más módon is, például diszjunkcióval hozzájuk csatolhatunk tetszőleges ellentmondást, például:
{\displaystyle S_{n}\colon \ \forall k\ k>n\ \thicksim T(S_{k})\lor 1\neq 1} (a következő mondatok mindegyike hamis vagy 1≠1).

### Az ω-hazug nem analogonja a klasszikus hazugnak
James Hardy Wilkinson angol matematikus, informatikus, fizikus a következőt állította: egy végtelen mondatsorozat nem lehet analóg a klasszikus hazugparadoxonnal, mert míg az utóbbi paradox voltának feltárása egy elsőrendű levezetést igényel, addig Yablo bizonyítása végtelen sok T-séma alkalmazását igényelné, így a Yablo-mondathalmaz ω-inkonzisztens (azaz nem omega-konzisztens), szemben a hazugparadoxonnal.
Ez a különbözőség gyengíthető egy indirekt, „végtelen hazugparadoxon” megszerkesztésével:
1. A lista tagjai közül egy hamis.
2. 2=2
3. 3=3

Ahhoz, hogy az első mondat „Hazug-mondat” legyen, elengedhetetlen, hogy minden utána következő mondat igazságáról meggyőződjünk. Ez azonban lehetetlen, hiszen végtelen sok mondatunk van. Marad tehát egy ugyanolyan omega-szabály alkalmazása, mint amilyenre Yablo esetében volt szükség. Az indirekt, végtelen Hazug a híd tehát a klasszikus Hazug és a Yablo-paradoxon között: esszenciális eleme mind az előbbi önreferenciája, mind pedig az utóbbihoz szükséges omega-szabály. A klasszikus Hazug-mondat végtelen változata is megalkotható egy mondatban, hogy a hasonlóságot megőrizzük. Ehhez egy végtelen tagból álló diszjunkciót kell vennünk, ahol mindegyik tag a maga hamisságát állítja: „Vagy ez a tag hamis, vagy ez…” De a Hardy által hiányolt összehasonlíthatósághoz szükséges hasonlóságot még tovább növelhetjük, ha megalkotjuk a diszjunktív-Yablo-paradoxont ekképpen: „Az összes következő tag hamis vagy az összes következő tag hamis vagy…” Tehát az indirekt, végtelen, önreferenciális Hazug így már nyilvánvalóan összehasonlítható annak Yablo-hasonmásával.

## A paradoxon kiterjesztése mint módszer
Kicsit továbbgondolva felfogható a Yablo-paradoxon egy módszerként is arra nézve, hogy egy tetszőleges paradoxonból elimináljuk az önreferenciát. Ha létrehozható volna egy standard formalizációja minden önreferenciális rejtvénynek, egy Yablo-algoritmus automatikus lefuttatásával véghez is vihetnénk az összes ilyen paradoxon-transzformációt. Sajnos (vagy nem sajnos) azonban ilyen standardizáció nem lehetséges a rejtvények sokszínűsége miatt.
Azonban egyes paradoxonok „yablósításának” is vannak áldásos következményei, amennyiben ezzel lerombolhatjuk azt az illúziót, hogy a logika elméletében (vagy legalább részelméleteiben) sikerült elérni egy konzisztens, ellentmondásmentes apparátust.
Ahogyan maga a Yablo-paradoxon komolyan gyengítette Tarski metanyelv/tárgynyelv elméletéhez fűzött reményeket, úgy teszi kérdésessé Russell típuselméletét egy másik – halmazelméleti – paradoxon yablósított változata. Russell – Tarskihoz hasonlóan – egy végtelen hierarchia létrehozásával akarta kiküszöbölni az olyan konstrukciók létezését, mint a Russell-halmaz, arra hivatkozva, hogy a hibás kör elve nem sérülhet, azaz egyetlen halmaznak sem lehet olyan eleme, aminek meghatározásának egyetlen módjához már eleve feltételeznem kell a halmazt (elemeivel együtt).
Yablo módszerét alkalmazva azonban Russell hasonlóképpen jár, mint Tarski: a típuselmélet megmentette a Russell-paradoxontól, de nem a paradoxonoktól általában.
Mirimanoff paradoxonjának variánsa az, ami a Hibás Kör elvének megsértése nélkül is paradox marad Russell típuselméletében.
Az eredeti paradoxon röviden: jólfundált-e a minden jólfundált halmazt tartalmazó halmaz? A válasz első intuícióra: igen, hiszen (per definitionem) egyetlen eleméből sem indulhat ki egy végtelen ∈-lánc, hiszen mind jólfundált. Ha viszont e halmaz jólfundált, akkor eleme önmagának (hiszen minden jólfundált halmazt tartalmaznia kell halmazunknak), ami viszont azonnal eredményezi  'nemjólfundáltságát' . Ellentmondás.
Russell típuselmélete (a Russell-paradoxonhoz hasonlóan) megoldotta a Mirimanoff-paradoxont is, azáltal, hogy ilyen halmaz nem létezik (mivel eleme önmagának). Az „ω-Mirimanoff”-ban azonban egyetlen olyan halmaz sem szerepel, ami tartalmazná önmagát, viszont a „minden n. szintű jólfundált halmaz” halmazából (ami a fenti érvelés szerint maga is jólfundált kell hogy legyen) kiindul egy végtelen ∈-lánc, jelesül az egyre lejjebbi szinteken érvényesülő „minden n-k. szintű jól-fundált halmaz” halmazaiból.

## Külső hivatkozások
- S. Yablo: Paradox without Self-Reference (a szerző honlapján)
- S. Yablo: Circularity and Paradox (a szerző honlapján)
- R. A. Sorensen: Yablo's Paradox and kindred infinite liars: Stephen Yablo (findarticles.com)
- A paradoxon a Foundations of Mathematics levelezőlistán (next… next… next…)